# Otto Gerhard Müller
Otto Gerhard Müller (* 8. Dezember 1924 in Alsleben; † Juli 1992) war ein deutscher Keramik-Designer und Trickfilm- und Puppengestalter.

## Leben und Werk
Müller studierte von 1947 bis 1950 Keramik bei Erika Gravenstein am Institut für künstlerische Werkgestaltung Burg Giebichenstein und war dort danach bis 1956 Fachlehrer für keramische Techniken. Daneben machte er bei Gustav Weidanz plastische Studien. 1955 gehörte Müller zu den ersten Diplomanden als Formgestalter im Fach Baukeramik. Von 1956 bis 1960 war er Oberassistent in der Gefäßkeramik der Schule. Dabei unterstützte er Erika Gravenstein in den Bemühungen, einfache, gut reproduzierbare Formen zu entwerfen und dezente Dekore und Glasuren zu verwenden. Eine der Schülerinnen Müllers war Erika Liebig.
Von 1960 bis zur Pensionierung 1990 arbeitete Müller in Dresden als Abteilungsleiter und Gestalter im DEFA-Studio für Trickfilme. Daneben hatte er von 1960 bis 1963 einen Honorar-Lehrauftrag in der Gefäßkeramik der Hochschule für industrielle Formgestaltung Halle – Burg Giebichenstein. Von 1963 bis 1968 war er als Gründer auch Leiter des volkskünstlerischen Keramikzentrums Dresden.
Müller war bis 1990 Mitglied des Verbands Bildender Künstler der DDR.

## Museen und öffentliche Sammlungen mit Werken Müllers
- Dresden: Kunstgewerbemuseum[1]
- Dresden: Puppentheatersammlung[2]

## Teilnahme an zentralen und wichtigen regionalen Ausstellungen in der DDR
- 1972/1973: Dresden, VII. Kunstausstellung der DDR
- 1972, 1974, 1979 und 1985: Dresden, Bezirkskunstausstellungen
- 1986: Fürstenwalde, Altes Rathaus („Miniatur in der bildenden Kunst der DDR“)